# Cyprien Lloansi
Cyprien Lloansi, né le 20 novembre 1903 à Perpignan (Pyrénées-Orientales) et mort le 15 mai 1984 dans la même ville, est un architecte, sculpteur, décorateur, poète et critique d'art français.

## Biographie
Journaliste, il collabora à des revues et des journaux méridionaux. Ami de Jean Vigo, il fut un militant socialiste notoire du paysage perpignanais. 
Outre le relevé de plans de châteaux, tels celui de Peyrepertuse, en 1936, on lui doit plusieurs monuments de Perpignan : Arche à la mémoire de Louis Torcatis (place de Catalogne, 1949), Monument de Louis et Albert Bausil (rue Cartelet), Monument à la Résistance et à la Déportation, ainsi, entre autres choses, que des tombes.

## Œuvre
- Lumière d'olivier, avec un dessin de Marcel Gili, Paris, Seghers, 1957.